# Aysha guaiba
Aysha guaiba är en spindelart som beskrevs av Antonio D. Brescovit 1992. Aysha guaiba ingår i släktet Aysha och familjen spökspindlar. Inga underarter finns listade.